# Резниченко, Степан Петрович
Степан Петрович Резниченко (20 июля [1 августа] 1886, дер. Воронцовка, Воронежская губерния — 30 мая 1972, Воронеж) — советский военачальник, генерал-майор артиллерии (1940).

## Биография
Закончил 3 класса в церковно-приходской школе села Пузево. В 1907 году призван в армию. Служил в гвардейской конно-артиллерийской бригаде. В 1913 году окончил с отличием учебную команду. Получил звание подпрапорщика. Участвовал в Перовой мировой войне вплоть до её окончания. После Февральской революции избран председателем дивизионного комитета. В 1917 году вернулся на Родину в село Пузево.
В мае 1919 года вместе с группой односельчан записался добровольцем в Красную Армию. Начал службу с должности младшего командира 40-й Богучарской дивизии. Вступил 26 мая 1919 года в члены РКП(б). В Гражданскую войну участвовал в боях на Южном фронте против Деникина, Мамонтова, Врангеля и Махно.
После расформирования Богучарской дивизии направлен в 7-ю стрелковую дивизию под Полтаву. С 1925 года — командир батареи 25-й Чапаевской дивизии. В 1926 г. направлен на Артиллерийские курсы усовершенствования командного состава — АКУКС в Царское село. После окончания командовал полковой школой и дивизионом 25-го артполка, занимал должность помощника командира полка по хозчасти в Кременчуге.
Следующие назначения:
- В 1929 году — помощник командира 7-го артполка;
- В 1930 году — командир полка;
- В 1936 году — начальник артиллерии 13-го стрелкового корпуса.

В 1938 году в результате доноса получил строгий выговор за «потерю большевистской бдительности» и исключен из компартии. В том же году после расследования все обвинения были сняты.
В 1939 году вместе с 13-м стрелковым корпусом участвовал в Польском походе, получил звание комбрига. В 1940 году вошёл в список назначения первых генералов РККА.
В 1940 корпус переведён в г. Самбор и расположен вблизи границы. После начала Великой Отечественной войны в первые дни тяжёлых боёв 27 июня Резниченко был ранен в ногу и бедро, получил тяжёлую контузию. Лечился в Полтавском военном госпитале, что спасло его от окружения и плена. В августе 13-й стрелковый корпус был окружён и практически полностью уничтожен. Значительное число лиц командного состава, включая генерала Кириллова, попали в плен.
Сразу после госпиталя в августе 1941 года назначен начальником артиллерии Харьковского военного округа. Участвовал в обороне Харькова. Несмотря на усилия, город был сдан.
По состоянию здоровья Резниченко находиться на фронте больше не смог. Был направлен в Барнаул, где руководил эвакуированным Лепельским артиллерийско-миномётным училищем. Весною 1943 года назначен начальником штаба Сталинградского учебного артиллерийского лагеря. Конец войны встретил вместе с лагерем в Львовской области.
В октябре 1947 года по состоянию здоровья вышел в отставку. Переехал с семьёй в г. Воронеж.